# Bessie Hendricks
Bessie Hendricks (Auburn, 7 novembre 1907 – Lake City, 3 gennaio 2023) è stata una supercentenaria statunitense che visse 115 anni e 57 giorni.
In seguito alla morte di Thelma Sutcliffe, il 17 gennaio 2022 era diventata la persona più anziana vivente negli Stati Uniti d'America e in tutto il continente americano. Al momento della morte era la quarta persona vivente più anziana del mondo.

## Biografia
Nacque col nome di Bessie Laurena Sharkey in una fattoria a sud-est di Auburn, in Iowa, da Hugh, immigrato dall'Irlanda, e Mattie Sharkey (nata Clark). Era la quintogenita, dopo i fratelli John, David, Laurence ed Ethel, di sei figli (la sorella minore, Anna, nacque tre anni dopo di lei). Nel 1908 la famiglia si trasferì in una fattoria a nord-est di Lake City, nella contea di Calhoun.
Frequentò la scuola di campagna di fronte alla fattoria di famiglia, che fu chiusa per mancanza di alunni quando lei era entrata in seconda media, perciò dovette spostarsi alla Central School di Lake City. Nel maggio del 1926 si diplomò alla Lake City High School e completò un corso di formazione per l'insegnamento. A partire dall'autunno del 1926, insegnò per quattro anni nella zona di Lake City.
Nel 1929 conobbe a Lohrville Paul Hendricks, che sposò il 27 giugno 1930 presso la Woodlawn Christian Church. Per quasi tre anni la coppia visse a Rands, dove Paul gestiva un piccolo negozio e lavorava all'elevatore in un deposito di cereali. In questo periodo nacquero le prime due figlie della coppia, Shirley e Joan. Nel marzo del 1933, si trasferirono in una fattoria a est di Lake City, dove vissero per i successivi 47 anni ed ebbero altri tre figli: Roland (Ron), Glenda e Leon.
Nel luglio del 1980, dopo il pensionamento e la vendita della fattoria, si trasferirono in una casa a Lake City, dove Paul morì il 25 maggio 1995.
Nel 2022 aveva 9 nipoti, 28 pronipoti, 42 bisnipoti e 7 trisnipoti.
Alla sua morte, avvenuta il 3 gennaio 2023 per complicanze del COVID-19, la 114enne Edie Ceccarelli divenne la persona statunitense più longeva vivente.